# Ozymandias (pianiste)
 (mai 2018).
Si vous disposez d'ouvrages ou d'articles de référence ou si vous connaissez des sites web de qualité traitant du thème abordé ici, merci de compléter l'article en donnant les références utiles à sa vérifiabilité et en les liant à la section « Notes et références ».
Pour les articles homonymes, voir Ozymandias.
Ozymandias est le pseudonyme choisi par le pianiste et compositeur suisse Christophe Terrettaz, né le 6 avril 1971.

## Biographie
Après plusieurs années à étudier le piano classique, il commence à composer en décembre 1994. Le fruit de son inspiration débouche sur Isolement, son premier album. Les membres du label allemand Weisser Herbst le remarquent et produisent cet opus en 1996.
Pour son second album Ahara qui sort en 1998, le compositeur suisse signe avec les Londoniens de World Serpent. Sur ce label culte il rejoint des groupes tels que Coil, Current 93 ou Antony and the Johnsons entre autres.
Mark St. John Ellis d'Elijah's Mantle (autre groupe de World Serpent) le contacte à cette période en vue d'une collaboration. Naît alors en 1999 The Soul of Romanticism. Cet album spoken-word, basé sur des poèmes de Shelley, Lord Byron, Keats, Wordsworth et Coleridge, expose le romantisme à travers la voix de Mark Ellis et la musique d'Ozymandias.
L'année suivante, Christophe Terrettaz signe Karnak, un ensemble de nouvelles compositions inspiré par le site égyptien du même nom. C'est dans cet album que le metteur en scène japonais Ryuichi Hiroki choisit le thème musical de son film Vibrator. Ce long métrage est projeté en avant première lors de la 60e édition de la Mostra de Venise.
En septembre 2001 sort Layla, son dernier opus réalisé pour World Serpent avant que le label ferme ses portes. Il s'inspire du cinéma indépendant, notamment de films tel qu'Un soir après la guerre de Rithy Panh, Okaeri de Makoto Shinozaki et Buffalo'66 de Vincent Gallo.
Trois ans plus tard, Ozymandias signe son album le plus sombre, Les Doutes éternels. Conservant en tête les photographies d'Edward Sheriff Curtis, il propose une réflexion sur la condition humaine et les génocides.
2007 est quant à elle l'année d'Absolute. Ce septième album met en exergue les personnes ou les éléments exceptionnels pour qui le compositeur a de l'admiration.
En avril 2008 il donne deux concerts à Tokyo et c’est quelques mois plus tard qu’est réalisé Les Rêves Orientaux.
C’est avec la complicité de Kelli Ali connue aussi sous le nom de Kelli Dayton lorsqu’elle était la chanteuse du groupe britannique Sneaker Pimps que A Paradise Inhabited By Devils est réalisé en novembre 2010. L’album est inspiré par les récits de Mary Shelley.
Antipodes est sorti en 2012 sans aucune promotion afin d’être en phase avec le thème de l’album.
C’est avec le titre I Miss You de l’album Nos Années Troubles qui sort en octobre 2014 que Ozymandias rencontre un succès plus large.
Influencé par l’Asie et l’Europe Dans Mon Monde est réalisé en avril 2017.

## Discographie
- 1996 : Isolement
- 1998 : Ahara
- 1999 : The Soul Of Romanticism avec Elijah's Mantle
- 2000 : Karnak
- 2001 : Layla
- 2003 : Vibrator, BO du film homonyme[1]
- 2004 : Les Doutes éternels
- 2007 : Absolute
- 2008 : Les Rêves Orientaux
- 2010 : A Paradise Inhabited By Devils avec Kelli Ali
- 2012 : Antipodes
- 2014 : Nos Années Troubles
- 2017 : Dans Mon Monde
- 2020 : 101 Visages
- 2024 : Hors Du Temps